# Вярди
Вярди (рос. Вярды) — село у Шатойському районі Чечні Російської Федерації.
Населення становить 512 осіб. Входить до складу муніципального утворення Пам'ятойське сільське поселення.

## Історія
Згідно із законом від 20 лютого 2009 року органом місцевого самоврядування є Пам'ятойське сільське поселення.

## Населення
| 2002 | 2010 |
| ---- | ---- |
| 180  | ↗512 |